# Flaggenbach
Der Flaggenbach (Gewässerkennzahl [GWK]: 3232) ist ein orografisch linker Zufluss zur Werse in Nordrhein-Westfalen. Der 11,8 km lange Bach entspringt östlich vom Ortsteil Davensberg der Gemeinde Ascheberg und mündet nach einem insgesamt nordöstlichen Lauf in der Albersloher Bauerschaft Sunger südlich des Ortskerns von Albersloh in die Werse. 

## Nebenflüsse
- Emmagraben
- Hemmerbach
- Molkereigraben